# 구도 아오이
구도 아오이(일본어: 工藤 蒼生, 2000년 5월 31일~)는 일본의 축구 선수이다.

## 구단 경력
그는 2023년 J2리그의 베갈타 센다이에 입단했다.